# Българско училище „Паисий Хилендарски“ (Мюнхен)
Българското училище „Паисий Хилендарски“ (на немски: Bulgarische Schule „Paisii Hilendarski“) е училище на българската общност в град Мюнхен.

## История
Училището е открито през септември 2008 г. и става първото българско училище в Мюнхен. Инициатори за създаването му са ентусиазирани българи, чиито деца са родени или живеят в Бавария. През 2010 г. училището е включено в официалния „Списък на българските неделни училища в чужбина“. Така, с издадените свидетелства, позволява на учениците да продължат образованието си в България, без необходимост от полагане на приравнителен изпит и дава възможност до свободно кандидатстване в български университети и висши училища.
През годините училището се разширява и обхваща все повече български деца от ранна детска възраст до 12-и клас. Поради увеличаващия се брой на записани деца, както и за удобство, обучението започва да се осъществява в два филиала на Мюнхен и два различни дни: Нойбиберг (изток) и Фрайхам (запад), съответно в петък и събота.

## Обучение
В училището се обучават ученици от първи до дванадесети клас, като има и предучилищни групи за деца от три до шест години. Те учат български език и литература, история и география на България. Децата имат възможност да участват и в извънкласни занимания по народни танци, музика и пеене, народно творчество и рисуване на приказки.